# Fachanwalt für Agrarrecht
Der Fachanwalt für Agrarrecht wurde von der Satzungsversammlung der Bundesrechtsanwaltskammer (BRAK) eingeführt. Rechtsanwälte können diesen Titel erwerben, wenn sie entsprechende fachliche Kenntnisse nach § 14 m der Fachanwaltsordnung  (üblicherweise durch erfolgreiches Bestehen eines sog. Fachanwalts-Lehrgangs) und eine nach § 5 Abs.1 lit.t FAO vorgegebene Mindestanzahl von tatsächlich bearbeiteten Fällen nachweisen können.

## Besondere fachbezogene Kenntnisse
Nach § 14 FAO sind besondere Kenntnisse im Agrarrecht in folgenden Bereichen nachzuweisen:
- 1. agrarspezifisches Zivilrecht
  - a) agrarspezifische Fragen des besonderen Schuldrechts (z. B. Landpachtrecht),
  - b) Produkthaftungsrecht i. V. m. Grundzügen des Lebensmittelrechts,
  - c) Jagd- und Jagdpachtrecht,
  - d) Besonderheiten des Erb- und Familienrechts,
  - e) Besonderheiten der Vertragsgestaltung und besondere Vertragstypen (z. B. landwirtschaftliche Kooperationen, Maschinengemeinschaften, Absatz- und Einkaufsverträge inkl. AGB, Gesellschaften, Bewirtschaftungsverträge, Erwerb landwirtschaftlicher Betriebe),
  - f) Besonderheiten des Arbeitsrechts,
- 2. agrarspezifisches Verwaltungsrecht
  - a) Recht der Genehmigungsverfahren (z. B. BImSchG, BauGB, Anlagen zur Verarbeitung nachwachsender Rohstoffe und agrarrechtliche Besonderheiten erneuerbarer Energien),
  - b) Grundzüge des Umweltrechts,
  - c) Natur- und Pflanzenschutzrecht,
  - d) Düngemittel- und Saatgutverkehrsrecht, Sortenschutzrecht,
  - e) Tierschutz-, -zucht und -seuchenrecht,
  - f) Flurbereinigung und Flurneuordnungsverfahren,
  - g) Grundstücksverkehrs- und Landpachtverkehrsrecht,
  - h) Weinrecht, Forstrecht, Jagd- und Fischereirecht,
  - i) landwirtschaftliches Steuerrecht,
  - j) Besonderheiten des Sozialversicherungsrechts,
  - k) Staatsbeihilfenrecht, Agrarbeihilfenrecht, Cross-Compliance-Verpflichtungen.
- 3. agrarspezifisches Ordnungswidrigkeiten- und Strafrecht
- 4. agrarspezifisches EU-Recht einschließlich seiner Umsetzung in nationales Recht
  - a) EG-Vertrag (Landwirtschaft, Umwelt),
  - b) EG-Wettbewerbsrecht, Kartellrecht,
  - c) EU-Verordnungen, Richtlinien,
- 5. agrarspezifisches Verfahrensrecht
  - a) Landwirtschaftsverfahrensrecht,
  - b) Grundzüge der EU-Gerichtsbarkeit.

## Statistik
Zum 1. Januar 2024 sind 202 Fachanwälte für Agrarrecht in Deutschland zugelassen.